# 阿亚 (女神)
阿亚（Aya）阿卡德神话中的神母，太阳神沙玛什的妻子。源自苏美尔神话中乌图的妻子，女神舍尼尔达（Šherida）。

## 历史
舍尼尔达是美索不达米亚最古老的神之一，出自前萨尔贡时期的铭文证明，她的名字(阿亚)是乌尔第三王朝(公元前21世纪)时期最流行的人名，并成为该地区已知最古老的闪族神之一。:173当苏美尔神殿规范化后，乌图成为主太阳神，:173而舍尼尔达被融合为从属的角色。她既是一位太阳神，与其他地位较低的太阳神(如尼努尔塔)并立，也是太阳神乌图的配偶。
当西闪阿卡德人进了美索不达米亚后，他们的神殿逐步与苏美尔融合。从伊南娜到伊絲塔、从南纳到欣、从乌图到沙玛什等，次要的美索不达米亚太阳女神阿亚在此过程中与舍尼尔达混同。而作为阿亚女神，她在闪族中流行更广，因为乌加里特神名表中提到了她，她的名字也出现在《圣经》里的人名中。

## 神话
阿亚是阿卡德语对“黎明”的称呼，在阿卡德时期，她与旭日、性爱:173及青年紧密相连。巴比伦人有时称呼她为卡尔拉图(kallatu)-“新娘”，正因为她被认为是沙玛什的妻子。事实上，在拉尔萨和西帕尔沙玛什的埃-巴巴尔神庙中，她被作为一位单独而又与沙玛什崇拜不可分割的神来膜拜。
在新巴比伦王国末期（或许更早），沙玛什和阿亚与一种被称为“哈萨杜”（Hasadu）-译意为“神圣婚姻”的活动相关联。在一间放有一张床的房中，有些时候，神庙中的沙玛什和阿亚塑像将被放在一起，躺在床上礼仪性地重申他们的誓言。这个仪式也用于马尔杜克与“查尔帕尼图”（Sarpanitum）、纳布与“塔什美图”（Tashmetum）和安努与安图的祭祀活动中。:157

## 参阅文献
1. ↑  《世界神话辞典》，“乌图<苏美尔>”，第50页，辽宁人民出版社，1989年
2. 1 2 3  范德·图恩,编辑, Karel; 鲍勃·贝金, 彼得 W. 范德·霍斯特, 编辑. . 大急流城: 曼斯; 布里尔. 1999年: 125–126. ISBN 0-8028-2491-9.
3. 1 2 3 4  布莱克, 杰里米; 安东尼·格林. . 伦敦: 大英博物馆出版社. 1998年: 157, 173. ISBN 0-7141-1705-6.
4. ↑  乔丹, 迈克尔. . 凯尔-凯西有限公司. 2002年.